# Nawiedzony (film 1999)
Nawiedzony – amerykański film grozy z 1999 roku. Film jest remakiem filmu Nawiedzony dom z 1963 roku i zarazem kolejną ekranizacją powieści Shirley Jackson pod tym samym tytułem. Zdjęcia kręcono w Long Beach (Kalifornia) oraz w angielskim hrabstwie Lincolnshire.

## Fabuła
Naukowiec, doktor David Marrow, zaprasza grupę ochotników do starej posiadłości. Pretekstem są badania na temat bezsenności, w rzeczywistości doktor chce zbadać reakcję ludzi na strach. Dom w którym odbywa się eksperyment ma opinie nawiedzonego przez duchy. W eksperymencie uczestniczą Theo, Nell i Luke. Od samego momentu przyjazdu, Nell – najbardziej wrażliwa z całej trójki – czuje, że miejsce w tajemniczy sposób pociąga ją.

## Obsada
- Lili Taylor – Eleanor „Nell” Vance
- Liam Neeson – doktor David Marrow
- Catherine Zeta-Jones – Theodora „Theo"
- Owen Wilson – Luke Sanderson
- Marian Seldes – pani Dudley
- Bruce Dern – pan Dudley
- Alix Koromzay – Mary Lambetta
- Todd Field – Todd Hackett
- Virginia Madsen – Jane Vance
- Tom Irwin(inne języki) – Lou
- Charles Gunning – Hugh Crain
- Hadley Eure - Carolyn Crain
- M.C. Gainey(inne języki) - Wielki człowiek
- Saul Priever - Ritchie
- Michael Cavanaugh - Doktor Malcolm Keogh
- Kadina de Elejalde - Rene Crain